# Dorfkirche Lindena

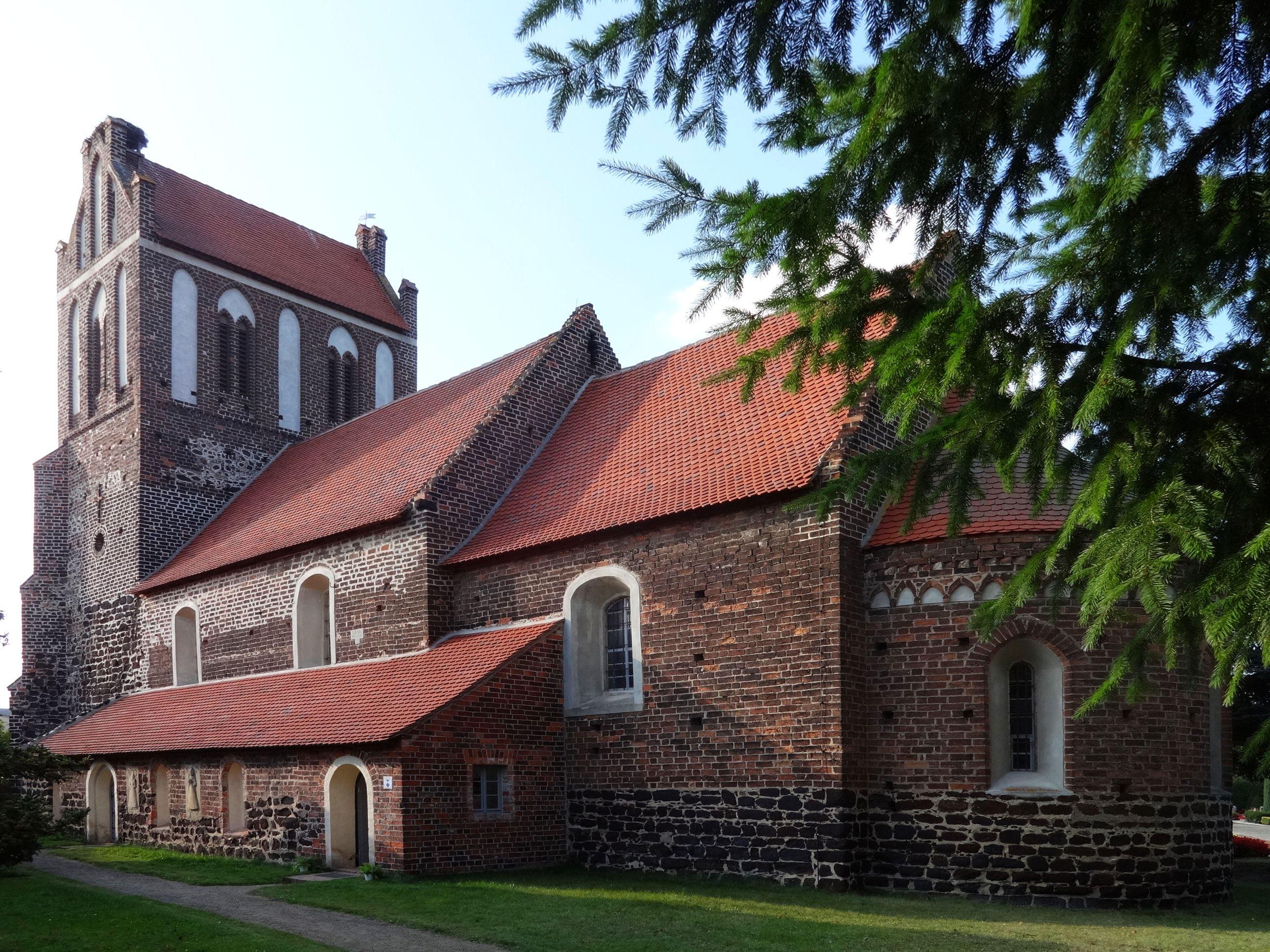
Dorfkirche Lindena

Die evangelisch-lutherische Dorfkirche Lindena ist ein denkmalgeschütztes Kirchengebäude in Lindena, einem Ortsteil der Gemeinde Schönborn im südbrandenburgischen Landkreis Elbe-Elster.
Hier ist das in seiner heutigen Form weitgehend am Anfang des 13. Jahrhunderts und in der ersten Hälfte des 15. Jahrhunderts entstandene Bauwerk mit einem Friedhof am südwestlichen Ende des Dorfangers zu finden.

## Baubeschreibung und -geschichte

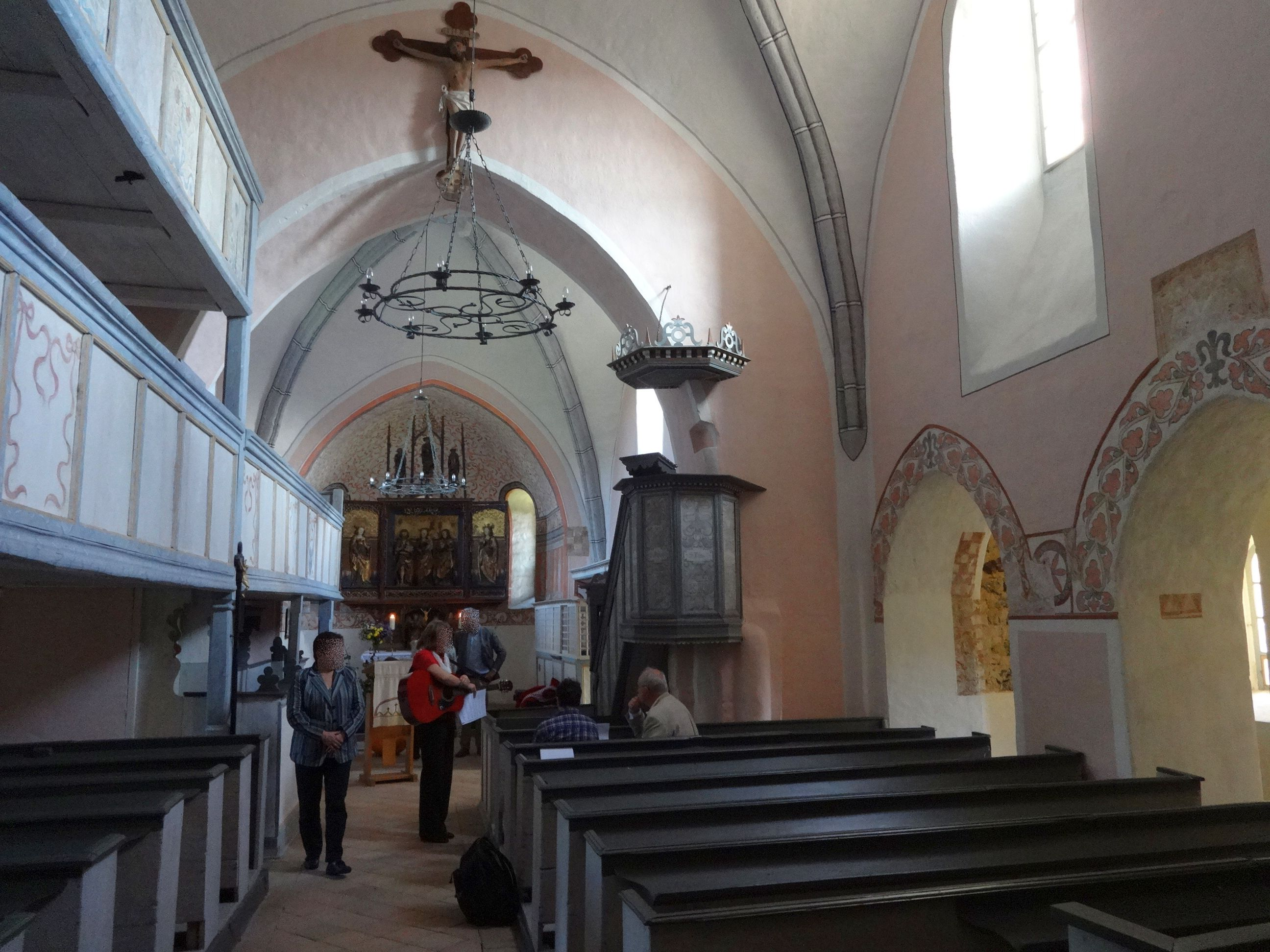
Innenansicht des Langhauses mit der Nordempore, Gestühl, Kanzel und Triumphkreuz. Deutlich zu sehen sind auch die spitzbogigen Übergänge zwischen Langhaus und Chor sowie zwischen Chor und Apsis

Bei der Lindenaer Kirche handelt es sich um eine zweijochige und dreischiffige basilikale Kirche aus Raseneisen- und Backstein. Die Entstehungszeit der Kirche wird auf den Anfang des 13. Jahrhunderts datiert. Sie war Filialkirche der Dorfkirche Schönborn. Im Osten des Kirchenschiffs schließt sich ein eingezogener rechteckiger Chor mit einer halbrunden Apsis an. Der Bau wurde um 1220 begonnen und mit einem Neubau im Jahre 1243 abgeschlossen. Der Westfront des Langhauses ist ein Turm vorgelagert.
Urkundlich belegt, war die Kirche im Jahre 1253 im Besitz des Klosters Dobrilugk und diente den dortigen Zisterziensern wohl als Schulhaus. Diverse Umbauarbeiten wurden an der Kirche in der ersten Hälfte des 15. Jahrhunderts vorgenommen, wobei auch das aus Backstein bestehende Obergeschoss des Kirchturms entstand. Der untere Teil des mit einem Querstatteldach ausgestatteten Turms besteht, wie die Seitenschiffe aus Raseneisenstein. Weitere Umbau- beziehungsweise Erweiterungsarbeiten erfuhr die Kirche im 18. Jahrhundert. So stammt zum Beispiel die südlich des Chorwinkels angelegte Vorhalle aus dieser Zeit.
Im Inneren der Kirche ist im Mittelschiff ein Kreuzrippengewölbe zu sehen, in den beiden Seitenschiffen sowie im Chor ein Kreuzgewölbe und im Turm ein Zellengewölbe. Die Apsis ist mit einer Halbkuppel ausgestattet. Den Übergang vom Langhaus zum Chor bildet ein spitzbogiger Triumphbogen. Ebenso spitzbogig ausgeführt wurde der Apsisbogen.
Im Laufe der Zeit gab es verschiedene Restaurierungsarbeiten in und an der Kirche. In den Jahren 1809/1810 und 1821 gab es Reparaturen an den Fenstern. Ende des 19. Jahrhunderts wurden die mittelalterlichen Glasmalereien restauriert. Eine Restaurierung des Innenraums erfolgte im Jahre 1907. 1980 kam es ebenfalls zu Arbeiten in der Kirche, wobei die ursprünglich oberhalb eines Obergadenfensters im Kirchenschiff vorhandenen Jahreszahlen 1715 und 1755 entfernt wurden, welche wohl auf Bau- oder Umbauarbeiten in diesen Jahren hinwiesen.
Seit der Wende wird die Kirche mit Hilfe der Deutschen Stiftung Denkmalschutz saniert. So konnten beispielsweise auf diese Weise finanzielle Mittel für die erforderlichen Dacharbeiten aufgebracht werden.
Die Kirchgemeinde Lindena gehört inzwischen zum Pfarramt der Evangelischen Zisterzienserklosterkirche Doberlug, zu der des Weiteren gegenwärtig auch die Kirchengemeinden Eichholz, Fischwasser, Friedersdorf, Gruhno, Lugau, Oppelhain und Rückersdorf gehören.

## Ausstattung (Auswahl)

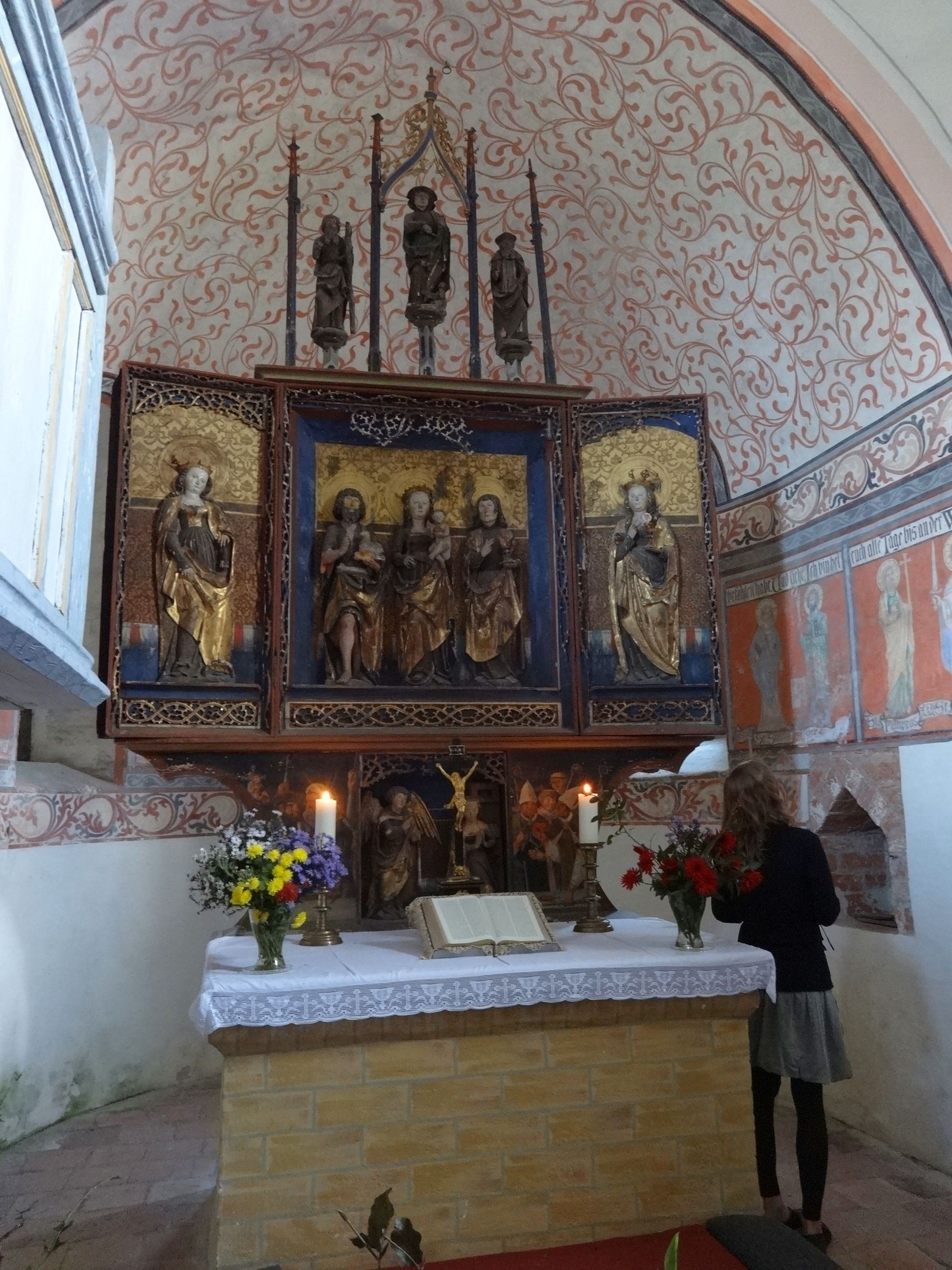
Apsis mit Schnitzaltar

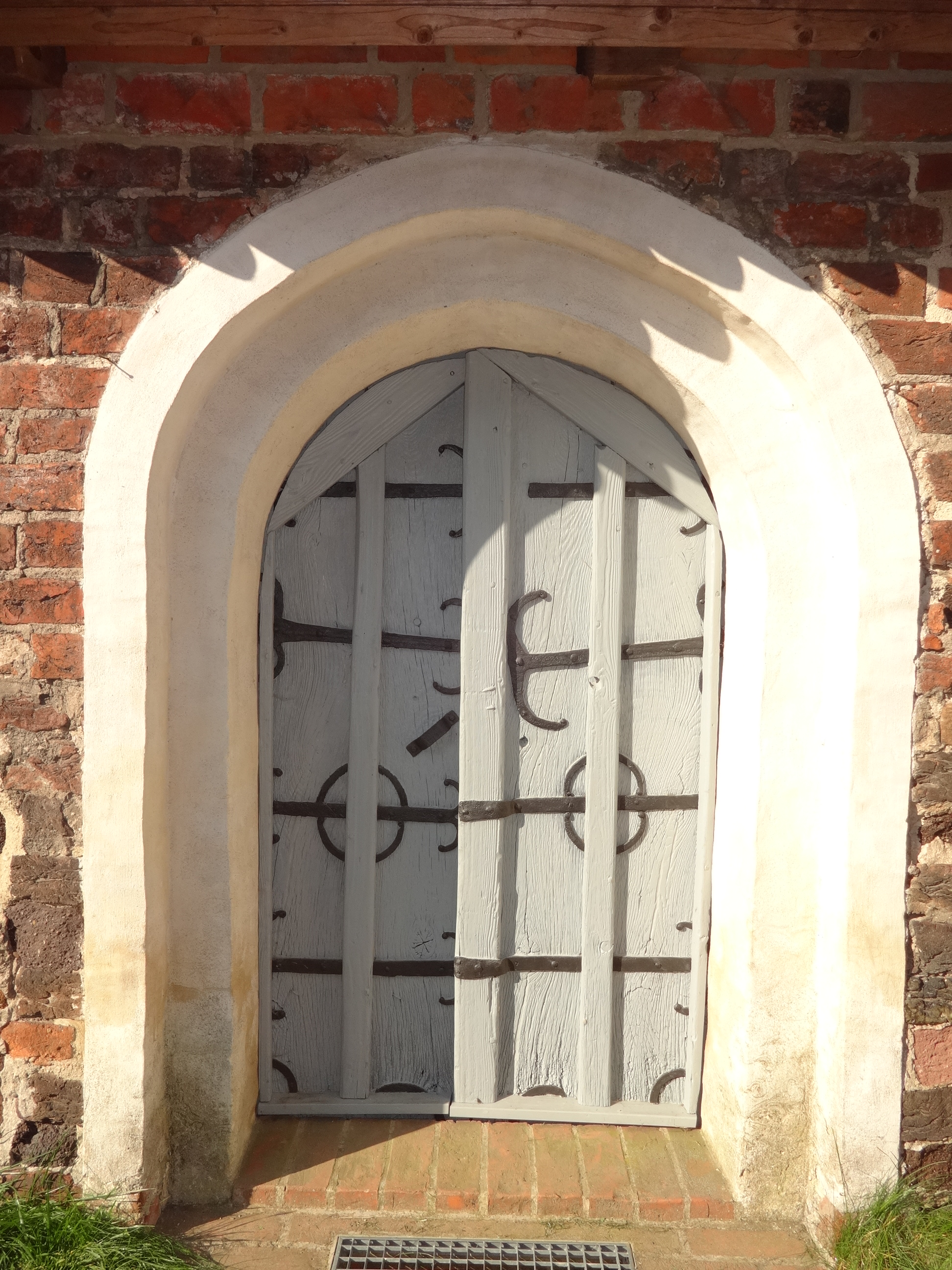
Eingang zur Kirche mit historischer Tür und Stufenportal

Das Innere der Kirche besitzt auf drei Seiten Emporen. Eine auf der Nordseite des Langhauses befindliche Empore wurde doppelgeschossig ausgeführt. Eine eingeschossige Verlängerung dieser Empore reicht bis in den Chorraum. An der Westseite ist eine Orgelempore mit gebauchter Brüstung zu finden. Die im Süden vorhandene Empore ist verkürzt. Emporen und ebenso das Gestühl der Kirche weisen einen neuzeitlichen Anstrich auf.
Die Apsis ist mit Ranken und einem Apostelfries ausgemalt. Die Ausmalung stammt aus dem Jahre 1897, wobei allerdings vermutet wird, dass sie auf originalen Vorlagen beruht. Das nördliche Fenster der Apsis besitzt frühgotische Glasmalereien. Sie stellen inschriftlich den Stifter Volmarus miles de Livenwerde dar, einen aus Liebenwerda stammenden Ritter. Datiert wird es auf die Zeit um 1230 beziehungsweise in die Mitte des 13. Jahrhunderts. Im 1853 erschienenen Band 30 des Neuen Lausitzischen Magazins wird das Gemälde als Darstellung eines jugendlichen Ritters mit grünem Rock und schulterlangem blondem Haar beschrieben. Bemerkenswert ist wohl, dass der Ritter nicht, wie so oft, kniend oder betend dargestellt ist, sondern in einer aufrechten Position mit stolzem Blick ein Spruchband haltend. Die Identität der Person ist bis heute nicht eindeutig geklärt und bisher rein spekulativ. Dieses dreigeteilte Fenster wurde bereits im Jahre 1896 mit einer Außenschutzverglasung versehen und gilt als recht gut erhalten. Von den ursprünglich drei Glocken im Turm ist heute nur noch die große, aus dem 16. Jahrhundert stammende Glocke erhalten. Zwei Eisenglocken von 1951 ersetzen die im Krieg eingeschmolzenen Glocken von 1910.

### Sakrale Ausstattungsstücke
In der Apsis ist auf einem vermutlich bauzeitlichen Blockaltar ein geschnitzter Flügelaltar aus dem 16. Jahrhundert zu finden. Von den vier vorhandenen Flügeln sind zwei beweglich. Die beiden anderen stehen fest. Die Figuren des Mittelschreins zeigen Maria mit Kind flankiert von Johannes dem Täufer und dem Apostel Johannes. In den beiden beweglichen Flügeln sind die Heiligen Katharina und Barbara zu sehen. Insgesamt neunundzwanzig Heiligenfiguren sind im Lindenaer Altar zu finden.
Das spätromanische Taufbecken aus Sandstein stammt aus der Bauzeit der Kirche. Die mit barocken Malereien versehene Kanzel stammt aus dem ersten Viertel des 17. Jahrhunderts. Sie befindet sich am Übergang des Langhauses zum Chor. Als weiteres sakrales Ausstattungsstück ist ein aus dem 16. Jahrhundert stammendes Triumphkreuz erhalten. Außerdem ist in der Kirche noch eine mittelalterliche Einbaumtruhe aus der Entstehungszeit zu finden, die der Aufnahme von Gewändern und liturgischem Gerät dient.

## Orgel
Im Inneren der Kirche befindet sich eine im Jahre 1878 von Wilhelm Sauer (1831–1916) geschaffene Orgel (Opus 272). Sie konnte 1997 mit Hilfe der Gemeinde und von Spenden restauriert werden und wird heute in den Sommermonaten für Orgelkonzerte genutzt.
Das mit einem neugotischen Prospekt ausgestattete Instrument verfügt über mechanische Kegelladen, zwei Manuale, Pedal und zehn Register. Die Disposition lautet wie folgt:
| I Manual C–f3     |       |
| Bourdon           | 16′   |
| Principal         | 8′    |
| Rohrflöte         | 8′    |
| Oktave            | 4′    |
| Progressio II–III | 2 ⁄3′ |

| II Manual C–f3 |    |
| Gedackt        | 8′ |
| Salicional     | 8′ |
| Flauto dolce   | 4′ |

| Pedal C–d1 |     |
| Subbass    | 16′ |
| Oktavbaß   | 8′  |

- Koppeln: II/I, I/P

## Mahnen und Gedenken

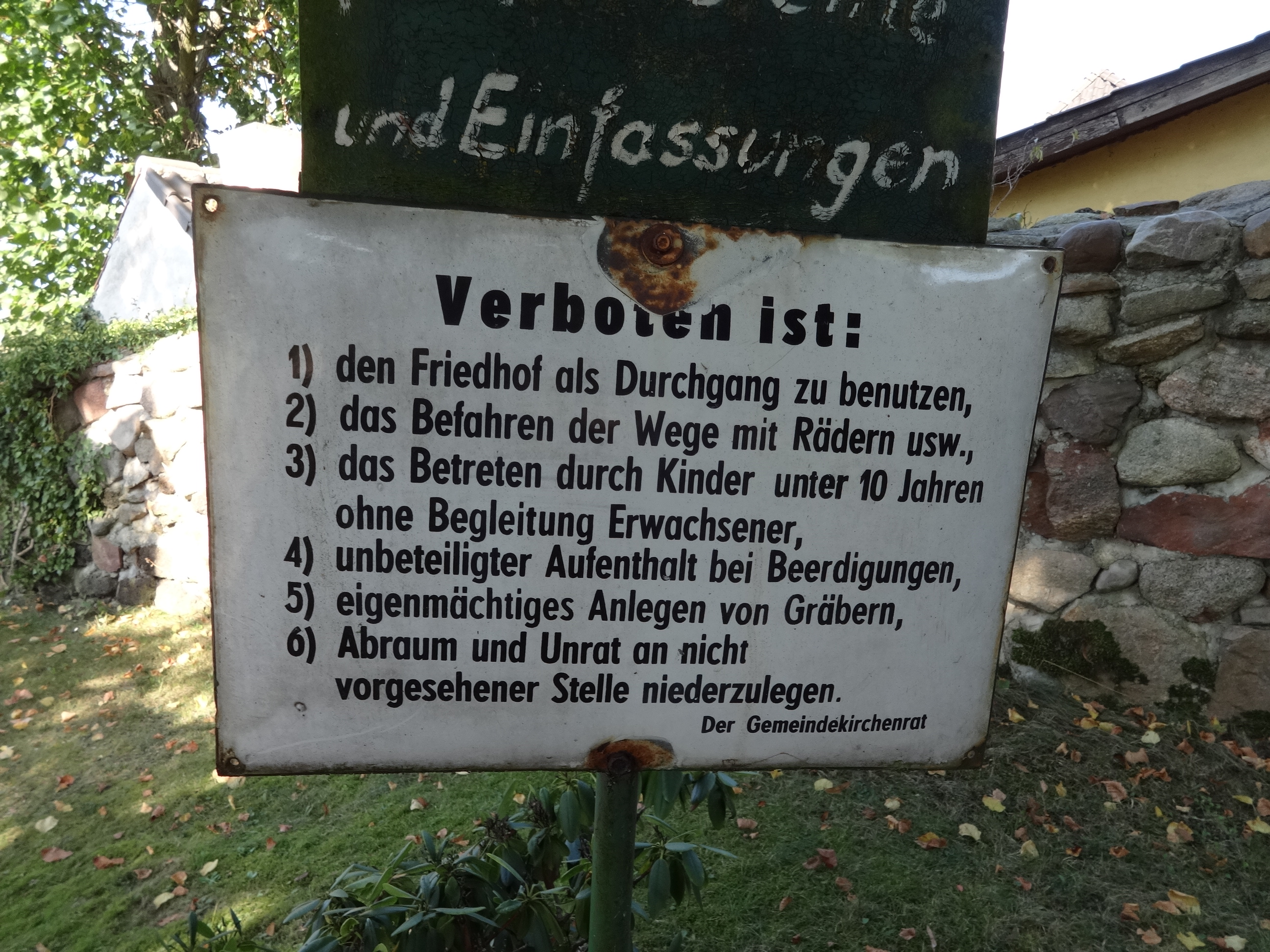
Lindenaer Friedhofsordnung (2014)

An der südlichen Außenwand der Kirche sind zwei Kindergrabsteine aus der zweiten Hälfte des 16. Jahrhunderts zu finden. An der Nordseite der Kirche schließt sich der örtliche Friedhof an.